# أعز الولد (فلم)
أعز الولد فيلم كوميدي مصري للمخرجة سارة نوح لعام 2021، من تأليف شريف نجيب، وسيناريو جورج عزمي. الفيلم من بطولة ميرفت أمين، ودلال عبد العزيز، وشيرين. يروي الفيلم قصة عن أربعة من الجدات يواجهن العديد من الضغوطات مع الأطفال، ويحاولن العيش بطريقة سليمة. أعز الولد هو آخر أفلام الممثلة رجاء الجداوي(6 سبتمبر 1934 - 5 يوليو 2020).
اسم الفيلم مستوحىً من مثلٍ مصريٍ يقول: «أعز الولد، ولد الولد»، أي أعز الأولاد هو الحفيد.

## طاقم التمثيل
- ميرفت أمين: في دور "كيكي"
- دلال عبد العزيز: في دور "عبلة"
- شيرين: في دور "عايدة"
- إنعام سالوسة: في دور "سهير"
- رجاء الجداوي: في دور "نازلي"
- سامي مغاوري: في دور "رضوان"

بالاشتراك مع: حاتم صلاح، علي قنديل، هبة يسري، صابر الطوخي، كريم العمري
ضيوف الشرف: منى زكي، عمرو يوسف، أمينة خليل، ريهام عبد الغفور، أروى جودة، إنجي المقدم، عمرو سلامة، تامر حبيب، محمد شاهين ومحمود الليثي.

## ملخص أحداث الفيلم
الطفل حسن يحاور والده للذهاب إلى عيد ميلاد زميلته فريدة، وعلى مائدة الإفطار تطلب منه جدته عبلة ان يتناول قطعة بسبوسة في المدرسة ولا يدع أحد يأخذها منه. يصعد الطفل حسن لسيارة المدرسة حيث يلتقي بأربعة أطفال أخرين. تهاجم سيارة بها مجموعة مسلحين سيارة المدرسة ويقومون باحتجاز الأطفال طلباً للفدية. يجتمع أولياء الأمور في المدرسة مع مديرة المدرسة السيدة نازلي، ورجال الشرطة ويصلهم اتصال هاتفي لا يمكن تتبعه من الخاطفين يطلبون فدية خمسة ملايين جنيه. تدور الأحداث بين حيرة أولياء الأمور من جهة، ومحاولات الأطفال الهرب من الخاطفين من جهة أخرى.

## إعداد الفيلم
كتبت سكاي نيوز العربية: تقول المخرجة سارة نوح إن الأمر لم يكن سهلا بالنسبة لها؛ لأنها كانت تحرص على تقديم العمل بشكل كوميدي وعاطفي، وليس منطقيا، وعن التعامل مع هذه الكوكبة من النجمات، لا سيما أنها التجربة الإخراجية الأولى لها، تقول المخرجة في معرض حديثها: «إن التعامل مع النجوم يمكن أن يكون سلاحاً ذا حدين، لكنني كنت سعيدة بالتعامل مع جميع نجوم السينما، سواء كانوا أبطالاً أو ضيوف شرف»، موضحة في السياق ذاته أن «كل النجوم مهتمين فقط بنجاح الفيلم، وكل فنان يجسد الشخصية التي تناسبه».
أكدت النجمة ميرفت أمين، أن دورها في «أعز الولد» أعجبها جداً، خصوصاً أن القصة والتوليفة جديدتين، الأمر الذي دفعها لقبول الدور.

## وصلات خارجية
- مقالات تستعمل روابط فنية بلا صلة مع ويكي بيانات
- https://www.filfan.com/news/130845 أعز الولد